# Naoki Maeda
Naoki Maeda (前田 直輝, Maeda Naoki) est un footballeur japonais né le 17 novembre 1994. Il évolue au poste d'ailier droit.

## Biographie
Avec l'équipe du Japon des moins de 20 ans, il participe au Tournoi de Toulon en 2016.
La même année, il est demi-finaliste de la Coupe du Japon et de la Coupe de la Ligue avec le club du Yokohama F·Marinos.